# Selecció de futbol d'Àustria
La Selecció de futbol d'Àustria és l'equip representatiu del país en les competicions oficials. La seva organització està a càrrec de la Federació Austríaca de Futbol, pertanyent a la UEFA.
El seu primer partit, davant Hongria a Viena, el 1902 va ser el primer partit internacional jugat per dos equips europeus no-britànics. A més es donava la particularitat que ambdós eren els integrants de l'Imperi Austrohongarès, on les seleccions anaven per regions, com en el Regne Unit, i la rivalitat era màxima.
Àustria ha participat en un total de set Copes del Món, arribant al tercer lloc a Suïssa 1954. Àustria es va classificar per a la Copa del Món 1938, però l'Anschluss va impedir que pogués participar-hi.
A nivell continental, mai ha participat en l'Eurocopa, no obstant això, a causa de la seva condició d'organitzador en conjunt amb Suïssa, participarà per primera vegada en l'Eurocopa 2008.

## Estadístiques
- Participacions en Copes del Món = 7
- Primera Copa del Món = 1934
- Millor resultat en la Copa del Món = Tercer lloc (1954)
- Participacions en Eurocopes = 0
- Primera Eurocopa = 2008
- Millor resultat en l'Eurocopa = Sense participacions
- Participacions olímpiques = 8
- Primers Jocs Olímpics = 1912
- Millor resultat olímpic =  Medalla de plata (1936)

## Participacions en la Copa del Món
Campions      Finalistes      Tercers      Quarts
Un requadre vermell indica que eren amfitrions del campionat.
| Historial a la Copa del Món | Historial a la Copa del Món                          | Historial a la Copa del Món                          | Historial a la Copa del Món                          | Historial a la Copa del Món                          | Historial a la Copa del Món                          | Historial a la Copa del Món                          | Historial a la Copa del Món                          | Historial a la Copa del Món                          |
| Edició                      | Ronda                                                | Posició                                              | PJ                                                   | PG                                                   | PE                                                   | PP                                                   | GF                                                   | GC                                                   |
| --------------------------- | ---------------------------------------------------- | ---------------------------------------------------- | ---------------------------------------------------- | ---------------------------------------------------- | ---------------------------------------------------- | ---------------------------------------------------- | ---------------------------------------------------- | ---------------------------------------------------- |
| 1930                        | No hi participà                                      | No hi participà                                      | No hi participà                                      | No hi participà                                      | No hi participà                                      | No hi participà                                      | No hi participà                                      | No hi participà                                      |
| 1934                        | Quart lloc                                           | 4s                                                   | 4                                                    | 2                                                    | 0                                                    | 2                                                    | 7                                                    | 7                                                    |
| 1938                        | Retirada, després de classificar-se, per l’Anschluss | Retirada, després de classificar-se, per l’Anschluss | Retirada, després de classificar-se, per l’Anschluss | Retirada, després de classificar-se, per l’Anschluss | Retirada, després de classificar-se, per l’Anschluss | Retirada, després de classificar-se, per l’Anschluss | Retirada, després de classificar-se, per l’Anschluss | Retirada, després de classificar-se, per l’Anschluss |
| 1950                        | No hi participà                                      | No hi participà                                      | No hi participà                                      | No hi participà                                      | No hi participà                                      | No hi participà                                      | No hi participà                                      | No hi participà                                      |
| 1954                        | Tercer lloc                                          | 3s                                                   | 5                                                    | 4                                                    | 0                                                    | 1                                                    | 17                                                   | 12                                                   |
| 1958                        | Primera fase                                         | 15s                                                  | 3                                                    | 0                                                    | 1                                                    | 2                                                    | 2                                                    | 7                                                    |
| 1962                        | Es retirà                                            | Es retirà                                            | Es retirà                                            | Es retirà                                            | Es retirà                                            | Es retirà                                            | Es retirà                                            | Es retirà                                            |
| 1966                        | No es classificà                                     | No es classificà                                     | No es classificà                                     | No es classificà                                     | No es classificà                                     | No es classificà                                     | No es classificà                                     | No es classificà                                     |
| 1970                        | No es classificà                                     | No es classificà                                     | No es classificà                                     | No es classificà                                     | No es classificà                                     | No es classificà                                     | No es classificà                                     | No es classificà                                     |
| 1974                        | No es classificà                                     | No es classificà                                     | No es classificà                                     | No es classificà                                     | No es classificà                                     | No es classificà                                     | No es classificà                                     | No es classificà                                     |
| 1978                        | Segona fase                                          | 7s                                                   | 6                                                    | 3                                                    | 0                                                    | 3                                                    | 7                                                    | 10                                                   |
| 1982                        | Segona fase                                          | 8s                                                   | 5                                                    | 2                                                    | 1                                                    | 2                                                    | 5                                                    | 4                                                    |
| 1986                        | No es classificà                                     | No es classificà                                     | No es classificà                                     | No es classificà                                     | No es classificà                                     | No es classificà                                     | No es classificà                                     | No es classificà                                     |
| 1990                        | Primera fase                                         | 18s                                                  | 3                                                    | 1                                                    | 0                                                    | 2                                                    | 2                                                    | 3                                                    |
| 1994                        | No es classificà                                     | No es classificà                                     | No es classificà                                     | No es classificà                                     | No es classificà                                     | No es classificà                                     | No es classificà                                     | No es classificà                                     |
| 1998                        | Primera fase                                         | 23s                                                  | 3                                                    | 0                                                    | 2                                                    | 1                                                    | 3                                                    | 4                                                    |
| 2002                        | No es classificà                                     | No es classificà                                     | No es classificà                                     | No es classificà                                     | No es classificà                                     | No es classificà                                     | No es classificà                                     | No es classificà                                     |
| 2006                        | No es classificà                                     | No es classificà                                     | No es classificà                                     | No es classificà                                     | No es classificà                                     | No es classificà                                     | No es classificà                                     | No es classificà                                     |
| 2010                        | No es classificà                                     | No es classificà                                     | No es classificà                                     | No es classificà                                     | No es classificà                                     | No es classificà                                     | No es classificà                                     | No es classificà                                     |
| 2014                        | No es classificà                                     | No es classificà                                     | No es classificà                                     | No es classificà                                     | No es classificà                                     | No es classificà                                     | No es classificà                                     | No es classificà                                     |
| 2018                        | No es classificà                                     | No es classificà                                     | No es classificà                                     | No es classificà                                     | No es classificà                                     | No es classificà                                     | No es classificà                                     | No es classificà                                     |
| 2022                        | No es classificà                                     | No es classificà                                     | No es classificà                                     | No es classificà                                     | No es classificà                                     | No es classificà                                     | No es classificà                                     | No es classificà                                     |
| 2026                        | Pendent                                              | Pendent                                              | Pendent                                              | Pendent                                              | Pendent                                              | Pendent                                              | Pendent                                              | Pendent                                              |
| 2030                        | Pendent                                              | Pendent                                              | Pendent                                              | Pendent                                              | Pendent                                              | Pendent                                              | Pendent                                              | Pendent                                              |
| 2034                        | Pendent                                              | Pendent                                              | Pendent                                              | Pendent                                              | Pendent                                              | Pendent                                              | Pendent                                              | Pendent                                              |
| Total                       | Tercer lloc                                          | Tercer lloc                                          | 29                                                   | 12                                                   | 4                                                    | 13                                                   | 43                                                   | 47                                                   |

## Participacions en l'Eurocopa
- Des de 1960 a 2004 - No es classificà
- 2008 - Primera fase
- 2012 - No es classificà
- 2016 - Primera fase
- 2020 - Vuitens de final
- 2024 - Vuitens de final

## Equip
Els jugadors convocats pel Campionat d'Europa de futbol 2016
| Dorsal | Posició | Jugador               | Data de naixement/edat | Partits | Gols | Club                     |
| ------ | ------- | --------------------- | ---------------------- | ------- | ---- | ------------------------ |
| 1      | POR     | Robert Almer          | 20 de març de 1984     | 28      | 0    | Austria Wien             |
| 2      | MIG     | György Garics         | 8 de març de 1984      | 41      | 2    | Darmstadt 98             |
| 3      | DEF     | Aleksandar Dragović   | 6 de març de 1991      | 47      | 1    | Dynamo Kyiv              |
| 4      | DEF     | Martin Hinteregger    | 7 de setembre de 1992  | 14      | 0    | Borussia Mönchengladbach |
| 5      | DEF     | Christian Fuchs       | 7 d'abril de 1986      | 75      | 1    | Leicester City (capità)  |
| 6      | MIG     | Stefan Ilsanker       | 18 de maig de 1989     | 16      | 0    | RB Leipzig               |
| 7      | DAV     | Marko Arnautović      | 19 d'abril de 1989     | 52      | 11   | Stoke City               |
| 8      | MIG     | David Alaba           | 24 de juny de 1992     | 46      | 11   | Bayern de Múnic          |
| 9      | DAV     | Rubin Okotie          | 6 de juny de 1987      | 17      | 2    | 1860 München             |
| 10     | MIG     | Zlatko Junuzović      | 26 de setembre de 1987 | 48      | 7    | Werder Bremen            |
| 11     | MIG     | Martin Harnik         | 10 de juny de 1987     | 58      | 14   | VfB Stuttgart            |
| 12     | POR     | Heinz Lindner         | 17 de juliol de 1990   | 8       | 0    | Eintracht Frankfurt      |
| 13     | DEF     | Markus Suttner        | 16 d'abril de 1987     | 16      | 0    | Ingolstadt 04            |
| 14     | MIG     | Julian Baumgartlinger | 2 de gener de 1988     | 45      | 1    | Mainz 05                 |
| 15     | DEF     | Sebastian Prödl       | 21 de juny de 1987     | 57      | 4    | Watford                  |
| 16     | DEF     | Kevin Wimmer          | 15 de novembre de 1992 | 3       | 0    | Tottenham Hotspur        |
| 17     | DEF     | Florian Klein         | 17 de novembre de 1986 | 37      | 0    | VfB Stuttgart            |
| 18     | MIG     | Alessandro Schöpf     | 7 de febrer de 1994    | 4       | 1    | Schalke 04               |
| 19     | DAV     | Lukas Hinterseer      | 28 de març de 1991     | 10      | 0    | Ingolstadt 04            |
| 20     | MIG     | Marcel Sabitzer       | 17 de març de 1994     | 18      | 3    | RB Leipzig               |
| 21     | DAV     | Marc Janko            | 25 de juny de 1983     | 54      | 26   | Basel                    |
| 22     | MIG     | Jakob Jantscher       | 8 de gener de 1989     | 22      | 1    | Luzern                   |
| 23     | POR     | Ramazan Özcan         | 28 de juny de 1984     | 7       | 0    | Ingolstadt 04            |

## Jugadors històrics
- Harald Cerny
- Wolfgang Feiersinger
- Hansi Krankl
- Dietmar Kühbauer
- Gerhard Hanappi
- Ernst Happel
- Andreas Herzog
- Anton Pfeffer
- Toni Polster
- Erich Probst
- Herbert Prohaska
- Matthias Sindelar
- Ivica Vastic